# 弯果鹤虱属
孪果鹤虱属（学名：Rochelia）是紫草科下的一个属，为一年生或多年生草本植物。该属共有约20种，分布于地中海区至大洋洲。